# Corbeanca, Giurgiu
Corbeanca este un sat în comuna Vânătorii Mici din județul Giurgiu, Muntenia, România.
 Acest articol despre o localitate din județul Giurgiu este deocamdată un ciot. Puteți ajuta Wikipedia prin completarea lui.